# Francisco José da Rocha (militar)
Francisco José da Rocha (Bahia,  — . ) foi um militar brasileiro.
Participou da Guerra dos Farrapos. Teria vindo da Bahia acompanhando Bento Gonçalves, era a maior autoridade maçônica na Província de São Pedro do Rio Grande do Sul. Pode ter sido um dos protetores de Bento Gonçalves, quanto este estava preso na Ilha de Itaparica.
Sua promoção a tenente-coronel pelos farroupilhas foi um dos motivos que levaram Bento Manuel a abandonar o lado republicano, que antes da promoção já havia taxado Francisco José da Rocha de insubordinado e indigno. Foi nomeado comandante do 2.º Batalhão de Caçadores da 1.ª Linha, tendo se portado de maneira digna, sendo cumpridor de seus ofícios.